# 홀리데이 인 더 선
《홀리 데이 인 더 선》(영어: Holiday in the Sun)은 2001년 개봉된 미국의 영화이다. 메리케이트 올슨과 애슐리 올슨이 주연을 맡고 스티브 헨리가 감독을 맡았다. 메건 폭스의 데뷔작으로 알려져 있다.

## 출연
- 메리 케이트 올슨 .... 매디슨 스튜어트
- 애슐리 올슨 .... 알렉스 스튜어트
- 메건 폭스 .... 브리애나 월리스
- 오스틴 니컬스 .... 그리핀 그레이선
- 벤 이스터 .... 조던 랜더스